# 灶神庙
41°53′30″N 12°29′11″E / 41.891664°N 12.486262°E
灶神庙（拉丁語：Aedes Vestae）是意大利罗马的一座古代神廟，位于古罗马广场，介于卡斯托爾和波呂克斯神廟、凯撒神庙、雷吉亞和贞女之家之间。神庙有一些重要的建筑特色。它模仿罗马最早的房屋，用泥土和稻草制成的圆形茅屋。自从灶神崇拜开始在私人房屋内举行，这座建筑反映了古代的历史。尚存的神庙采用古希腊建筑的科林斯柱式、大理石，和中央內殿，內殿环绕着20根科林斯柱，建在直径15米的台子上。屋顶有一个通风口，使得照顾灶神的圣火成为一项必须的任务。外部另有一道圆形外墙，有更多的圆柱。

## 歷史
所有的罗马灶神庙都是圆形的，入口面向东方，象征着灶神的火和作为生命来源的太阳之间的联系。灶神廟代表了遠至公元前7世紀古代異教活動的場地。一般相信此廟是陸馬·龐培留斯命人連同雷吉亞與貞女之家一起興建的。
古罗马广场的灶神庙修建于公元前3世纪，这不是一个真正的寺庙，因为它从来没有举行开幕典礼，也没有灶神雕像，只有她的圣火和雅典娜雕像，雕像据信由埃涅阿斯从特洛伊带来。根据狄奥尼修斯的哈利卡那苏斯，罗马人相信灶神圣火与城市的命运密切相关，并将其作为灾难的预兆。 

## 重建
儘管廟中供有火焰，但由於火焰乃置於壁爐中，加上神廟裏又有貞女嚴密看守，所以並無火災的的危险。灶神庙在历史上烧毁过两次。公元64年，尼禄在位期间，一场大火烧毁了大半个罗马，包括灶神庙在内。大火之后，191年，塞普蒂米乌斯·塞维鲁的妻子朱莉婭·多姆娜（Julia Domna）重建了神庙。394年，狄奥多西一世在赢得Frigidus战役，击败尤吉尼厄斯和阿波加斯特之后，熄灭了圣火。自那时以后，这座神庙遭到洗劫，在16世纪其大理石被剥夺。现存的部分重建于1930年代墨索里尼专政期间。

## 外部連結

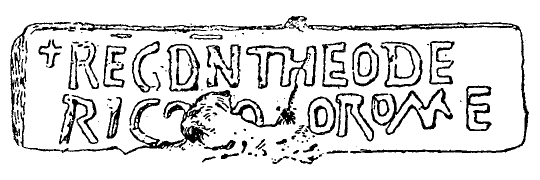
灶神庙内的砖

- Aedes Vestae - Temple of Vesta - Tempio di Vesta, Reconstructed （页面存档备份，存于）
- Lucentini, M. .   [2022-06-27]. （原始内容存档于2022-06-28）.

Template:羅馬地標